# سامجيون (حاسوب لوحى)
سامجيون (بالكورية: 판형 콤퓨터 삼지연)هو حاسوب لوحي كوري شمالي تم تطويره بواسطة مركز كوريا للحاسوب. يعد أول حاسوب لوحي كوري لديه القدرة علي استقبال البث التلفزيوني.
سامجيون يحتوى علي متصفح (على الأرجح ناينارا بسبب عدم وجود متصفح كوري غيره) يدعم الاتصال بشبكة الإنترنت القومي الخاصة بكوريا كوانغميونغ. ومع ذلك، لا يوجد دعم للواي فاي.
يفترض أن تلك الحواسيب قد تم تصنيعها في الصين، وتم توطين نظام التشغيل لكوريا الشمالية.